# Nayah Chuaya
Nayah Chuaya (Gabes, 10 de enero de 1988) es una corredora y atleta paralímpica tunecina. Ganó una medalla de plata para Túnez en los Juegos Paralímpicos de Verano en Río de Janeiro de 2016, en los 1500 metros femeninos-T13.

## Biografía
Chouaya nació el 10 de enero de 1988 en Gabes, Túnez, con ceguera congénita.

## Carrera atlética
Campeonato Mundial de Atletismo 2006 del IPC
En los Campeonatos Mundiales de Atletismo del IPC de 2006 en Assen, Chouaya participó en tres eventos. El 4 de septiembre, compitió en los 200 metros en 27,12 segundos, quedando en sexto lugar. El 6 de septiembre, quedó cuarta, en los 100 metros con un tiempo de 13,42 segundos. Su última prueba fue la de 400 metros el 8 de septiembre, donde quedó octava, con un tiempo de 59,92 segundos.
Juegos Paralímpicos de 2016
El 10 de septiembre de 2016, Chouaya participó en los Juegos Paralímpicos de Río de Janeiro 2016 como una de las treinta y una atletas que competían por Túnez. Fue segunda en la prueba de 1500 metros femeninos - T13, ganando la medalla de plata con un tiempo de 4:30.52. Chouaya fue segunda por detrás de su compatriota Somaya Bousaid, que ganó la medalla de oro.
Campeonato Mundial de Atletismo Paralímpico de 2017
El 14 de julio de 2017, Chouaya compitió en los Campeonatos Mundiales de Atletismo Paralímpicos de Londres en los 1500 metros femeninos - T13.  Ganó el bronce con un tiempo de 4:46.16, el mejor de la temporada para ella. Quedó detrás de Bousaid en segundo lugar y Sanaa Benhama en primero.